# Wes (Vorname)
Wes ist als selbstständige Kurzform von Wesley ein englischer männlicher Vorname, der insbesondere in den USA auftritt.

## Namensträger
- Wes Anderson (* 1964), US-amerikanischer Jazzmusiker
- Wes Anderson (* 1969), US-amerikanischer Filmproduzent, Drehbuchautor und Regisseur
- Wes Bentley (* 1978), US-amerikanischer Schauspieler
- Wes Borland (* 1975), US-amerikanischer Musiker
- Wes Brown (* 1979), englischer Fußballspieler
- Wes Brown (* 1982), US-amerikanischer Schauspieler
- Wes Chatham (* 1978), US-amerikanischer Schauspieler
- Wes Cooley (1932–2015), US-amerikanischer Politiker
- Wes Craven (1939–2015), US-amerikanischer Filmregisseur, Drehbuchautor, Produzent und Schauspieler
- Wes Farrell (1939–1996), US-amerikanischer Musiker
- Wes Hoolahan (* 1982), irischer Fußballspieler
- Wes Jackson (* 1936), US-amerikanischer Biologe
- Wes Madiko (1964–2021), kamerunischer Sänger
- Wes Montgomery (1923–1968), US-amerikanischer Jazzgitarrist
- Wes Morgan (* 1984), englisch-jamaikanischer Fußballspieler
- Wes Newton (* 1977), englischer Dartspieler
- Wes Ramsey (* 1977), US-amerikanischer Schauspieler
- Wes Studi (* 1947), US-amerikanischer Schauspieler
- Wes Unseld (1946–2020), US-amerikanischer Basketballspieler und -trainer
- Wes Walz (* 1970), kanadischer Eishockeyspieler
- Wes Watkins (1938–2025), US-amerikanischer Politiker
- Wes Welker (* 1981), US-amerikanischer American-Football-Spieler